# Liste de partis politiques en France
 (mai 2025).
- Si vous ne connaissez pas le sujet, laissez ce bandeau (vous pouvez alors contacter les auteurs).
- Si vous supprimez le contenu mis en cause (vous pouvez préalablement contacter les auteurs),

argumentez précisément cette suppression dans la page de discussion
(un manque de référence n'est pas un argument ; une recherche réelle de référence doit avoir été effectuée, être formellement documentée).
Cet article présente la liste des partis en France actuellement en activité, ainsi que leur représentation dans les différentes chambres de la République française.
La liste des partis politiques ayant disparu (ou qui sont dans un état d'inactivité complet) fait l'objet d'un autre article.

## Principaux blocs politiques en France
Cette section devrait être déplacée dans l'article [[Politique en France]].
Pour plus d’informations, se reporter en page de discussion. (août 2024)
Cette section a été mise à jour après les élections législatives de juillet 2024.
| Fonction                                       | Extrême gauche à gauche (LFI, PCF et assimilés) | Gauche à centre gauche (PS, EELV, PRG et DVG) | Centre gauche à centre droit (RE, MoDem, PRV et DVC) | Centre droit à droite (LR, UDI, Horizons et DVD) | Droite à extrême droite (RN, REC, DLF, UDR et assimilés) |
| ---------------------------------------------- | ----------------------------------------------- | --------------------------------------------- | ---------------------------------------------------- | ------------------------------------------------ | -------------------------------------------------------- |
| Fonction                                       |                                                 |                                               |                                                      |                                                  |                                                          |
| Président de la République /1                  | –                                               | –                                             | 1                                                    | –                                                | –                                                        |
| Ministres et secrétaires d'État /15            | –                                               | –                                             | 10                                                   | 3                                                | –                                                        |
| Députés /577                                   | 89                                              | 104                                           | 135                                                  | 78                                               | 142                                                      |
| Sénateurs /348                                 | 18                                              | 93                                            | 32                                                   | 201                                              | 4                                                        |
| Députés européens /81                          | 9                                               | 18                                            | 13                                                   | 6                                                | 35                                                       |
| Présidence de conseils régionaux /17           | 1                                               | 8                                             | 2                                                    | 7                                                | –                                                        |
| Conseillers régionaux /1 910                   | 95                                              | 534                                           | 113                                                  | 743                                              | 251                                                      |
| Présidence de conseils départementaux /96      | –                                               | 26                                            | 4                                                    | 65                                               | –                                                        |
| Conseillers départementaux /4 108              | 54                                              | 1 396                                         | 792                                                  | 1 676                                            | 28                                                       |
| Maires des 100 communes les plus peuplées /100 | 5                                               | 40                                            | 3                                                    | 50                                               | 2                                                        |
| Conseillers municipaux /222 818                | 1 503                                           | 30 854                                        | 14 183                                               | 38 016                                           | 984                                                      |

### Représentation à l'Assemblée nationale
|  |         | Groupe                                           | Partis                                                                | Membres |
|  | ------- | ------------------------------------------------ | --------------------------------------------------------------------- | ------- |
|  | RN      | Rassemblement national                           | RN, LAF, IDL                                                          | 123     |
|  | EPR     | Ensemble pour la République                      | GNC, RE, TdP, Tapura, PRV, AC, HOR                                    | 94      |
|  | LFI-NFP | La France insoumise - Nouveau Front populaire    | LFI, Péyi-A, POI, RÉ974, REV, GES, PEPS                               | 71      |
|  | SOC     | Socialistes et apparentés                        | PS, EH Bai, PP, PPDG, Péyi-A                                          | 66      |
|  | DR      | Droite républicaine                              | LR, SL, NE                                                            | 48      |
|  | ÉcoS    | Écologiste et social                             | LÉ, G.s, GÉ, L'AP, PD!, T44                                           | 38      |
|  | Dem     | Les Démocrates                                   | MoDem, RE, RSM                                                        | 36      |
|  | HOR     | Horizons et indépendants                         | HOR, CCB, LC, LR, RE, AC                                              | 33      |
|  | LIOT    | Libertés, indépendants, outre-mer et territoires | AD, AHIP, FaC, LC, LR, PNC, PRV, PS diss., RE, UDB, UDI, Utiles, R&PS | 23      |
|  | GDR     | Gauche démocrate et républicaine                 | FLNKS-UC, GRS, MDES, PCF, Péyi-A, PLR, Progrès, Tavini                | 17      |
|  | UDR     | UDR                                              | UDR                                                                   | 16      |
|  | NI      | Non-inscrits                                     | LR, PS, RE, DXD, EC, DC, AC                                           | 11      |

### Représentation au Sénat
|  |        | Groupe                                                                       | Partis                                       | Membres |
|  | ------ | ---------------------------------------------------------------------------- | -------------------------------------------- | ------- |
|  | REP    | Les Républicains                                                             | LR, SL, OLF, NF, ASFE, LFA, RSM, SBA, LRass. | 130     |
|  | SER    | Socialiste, écologiste et républicain                                        | PS, La Conv., LME, PP                        | 65      |
|  | UC     | Union centriste                                                              | UDI, LC, AC, MoDem, PRV, HOR, TH, FaC        | 59      |
|  | LIRT   | Les Indépendants – République et territoires                                 | HOR, Agir, PRV, LR-SL                        | 20      |
|  | RDPI   | Rassemblement des démocrates, progressistes et indépendants                  | RE, TH, GR, GUSR, NFG, NÉM, ION, UDI         | 19      |
|  | CRCE-K | Communiste, républicain, citoyen et écologiste - Kanaky                      | PCF, PLR, UC                                 | 18      |
|  | RDSE   | Rassemblement démocratique et social européen                                | PRV, PS, PRG, LR, LFD13, CSA                 | 17      |
|  | GEST   | Écologiste, solidarité et territoires                                        | LÉ, T44                                      | 16      |
|  | RASNAG | Réunion administrative des sénateurs ne figurant sur la liste d'aucun groupe | RN, MDA                                      | 4       |

### Représentation au Parlement européen
| Groupe au Parlement européen | Groupe au Parlement européen                              | Parti au niveau européen                                   | Parti national                       | Sigle | Nombre de sièges |
| ---------------------------- | --------------------------------------------------------- | ---------------------------------------------------------- | ------------------------------------ | ----- | ---------------- |
|                              | Patriotes pour l'Europe (PfE)                             | Patriotes.eu                                               | Rassemblement national               | RN    | 29               |
|                              | Patriotes pour l'Europe (PfE)                             | -                                                          | Divers extrême droite                | DXD   | 1                |
|                              | Renew Europe                                              | -                                                          | Renaissance                          | RE    | 5                |
|                              | Renew Europe                                              | Parti démocrate européen                                   | Mouvement démocrate                  | MoDem | 3                |
|                              | Renew Europe                                              | -                                                          | Horizons                             | HOR   | 2                |
|                              | Renew Europe                                              | Parti démocrate européen                                   | Italia Viva                          | IV    | 1                |
|                              | Renew Europe                                              | Alliance des libéraux et démocrates                        | Union des démocrates et indépendants | UDI   | 1                |
|                              | Renew Europe                                              | -                                                          | Divers centre                        | DVC   | 1                |
|                              | Alliance progressiste des socialistes et démocrates (S&D) | Parti socialiste européen                                  | Parti socialiste                     | PS    | 10               |
|                              | Alliance progressiste des socialistes et démocrates (S&D) | -                                                          | Place publique                       | PP    | 3                |
|                              | La Gauche (GUE/NGL)                                       | Maintenant le peuple / Parti de la gauche européenne (ob.) | La France insoumise                  | LFI   | 9                |
|                              | Groupe du Parti populaire européen (PPE)                  | Parti populaire européen                                   | Les Républicains                     | LR    | 6                |
|                              | Verts/Alliance libre européenne (Verts/ALE)               | Parti vert européen                                        | Les Écologistes                      | LÉ    | 5                |
|                              | Conservateurs et réformistes européens (CRE)              | -                                                          | Identité-Libertés                    | IDL   | 4                |
|                              | L'Europe des nations souveraines (ENS)                    | -                                                          | Reconquête                           | REC   | 1                |

## Partis nationaux

### Droite radicale et extrême droite
- Rassemblement national (RN), anciennement Front national (FN), fondé en 1972 et actuellement présidé par Jordan Bardella.
  - L'Avenir français (LAF), scission de DLF, fondé en 2021 par Jean-Philippe Tanguy.
- Union des droites pour la République (UDR), scission des Républicains, anciennement Les Amis d'Éric Ciotti, fondé par Éric Ciotti en 2012.
- Debout la France (DLF), anciennement Debout la République (DLR), scission de l'Union pour un mouvement populaire, fondé par Nicolas Dupont-Aignan en 2008.
- Via, la voie du peuple, anciennement Forum des républicains sociaux (FRS), puis Parti chrétien-démocrate (PCD), fondé en 2009 par Christine Boutin et actuellement dirigé par Jean-Frédéric Poisson.
- Mouvement conservateur (MC), anciennement Sens commun (SC), créé en 2013 et actuellement présidé par Laurence Trochu.
- Reconquête, créé en 2021 et actuellement dirigé par Éric Zemmour.
- Centre national des indépendants et paysans (CNIP), fondé en 1949 et dont Bruno North est président depuis 2016.
- Union populaire républicaine (UPR), fondée par François Asselineau en 2007.
- Les Patriotes (LP), scission du Front national, créé par Florian Philippot en 2017.
- Comités Jeanne (CJ), scission du Front national, créés par Jean-Marie Le Pen en 2016.
- Ligue du Sud (LS), fondée en 2010, principalement implantée dans le Vaucluse, présidé par Jacques Bompard.
- Souveraineté, identité et libertés (SIEL), anciennement Souveraineté, indépendance et libertés (SIEL), fondé en 2011 par Paul-Marie Coûteaux et actuellement présidé par Karim Ouchikh.
- Parti de l'in-nocence (PI), lancé en 2002 par Renaud Camus.
- Les Identitaires (LI), anciennement Bloc identitaire (BI), fondé en 2002 et présidé par Fabrice Robert et Jean-David Cattin.
- Parti de la France (PDF), scission du Front national, fondé en 2009 par Carl Lang et présidé par Thomas Joly.
- Mouvement national républicain (MNR), créé en 1999 par Bruno Mégret et actuellement dirigé par Hubert Savon.
- Action française (AF), mouvement royaliste fondé en 1898 et actuellement présidé par François Bel-Ker.
- Les Nationalistes, ex Parti nationaliste français (PNF), fondé en 1983 et actuellement dirigé par Yvan Benedetti.
- Terre et Peuple (T&P ou TP), fondé par Pierre Vial en 1994.
- Égalité et Réconciliation (E&R), fondée en 2007 par Alain Soral dont il est le président.
- Alliance royale (AR), fondé en 2001 par Yves-Marie Adeline et actuellement présidé par Pierre Bernard.

### Droite
- Les Républicains (LR), anciennement Union pour un mouvement populaire (UMP), existe sous ce nom depuis 2015 et actuellement présidé par Bruno Retailleau.
  - Soyons libres (SL), ou Libres, mouvement fondé en 2017, devenant un parti en 2019 à l’issue d'une scission des Républicains (LR) et actuellement dirigé par Valérie Pécresse.
  - Nouvelle Énergie, fondé par David Lisnard, en 2021.
- Le Mouvement de la ruralité (LMR), anciennement Chasse, pêche, nature et traditions (CPNT), existe sous ce nom depuis 2019 et actuellement présidée par Bernard Borel.
- Le Trèfle - Les nouveaux écologistes (LT-NE), créé en 1993 par Bernard Manovelli et actuellement présidé par Joël-Pierre Chevreux.
- Alliance solidaire des Français de l'étranger (ASFE), fondée en 2009 par Jean-Pierre Bansard et actuellement présidée par la sénatrice Évelyne Renaud-Garabedian.

### Centre
- Renaissance (RE), fusion de LREM (mouvement lancé sous le nom En Marche par Emmanuel Macron en 2016), de 
  - TdP (fondé en 2020 par Jean-Yves Le Drian et Olivier Dussopt, représente l'aile gauche de la majorité d'Emmanuel Macron) et de
  - Agir (issu d’une scission de LR, fondé en 2017), actuellement dirigé par Stéphane Séjourné.
  - Parti écologiste (PE), scission de EELV, fondé par Jean-Vincent Placé et François de Rugy en 2015[1] sous le nom de Écologistes !, renommé Parti écologiste en 2016. Affilié à l'UDE jusqu'en 2016[2], puis associé à LREM et Ensemble, mis en arrière plan au profit d'En commun.
- Mouvement démocrate (MoDem), créé en 2007 pour succéder à l'Union pour la démocratie française, présidé par François Bayrou.
- Horizons, lancé en 2021 par Édouard Philippe pour incarner l'aile droite de la majorité d'Emmanuel Macron.
  - La France audacieuse (LFA), lancée comme parti en 2020 à l’issue d'une scission des Républicains et actuellement dirigée par Christian Estrosi, membre d'Horizons.
- En commun (EC), association devenue parti politique en 2020 et présidée par Cécile Rilhac.
- Parti radical (PRV ou RAD), parti fondé en 1901.
- Fédération progressiste (FP), scission du PS, fondé par François Rebsamen et Juliette Méadel en 2022[3].
- Refondation républicaine (RP), fondée en 2022 par Jean-Pierre Chevènement et actuellement présidée par Jean-Yves Autexier[4].
- Union des démocrates et indépendants (UDI), coalition puis parti présidé par Hervé Marseille regroupant :
  - Force européenne démocrate (FED), lancée en 2012 par Jean-Christophe Lagarde et présidée par Hervé Marseille, membre de l'UDI ;
  - Canal écologiste républicain (CER), membre de l'UDI ;
  - Convention démocrate – Fédération des Clubs Perspectives et Réalités, créé en 1995 et membre de l'UDI.
- Union des centristes et des écologistes (UCE), créée en 2021, associée à Renaissance depuis 2021 et présidée par Christophe Madrolle.
- Alliance centriste (AC), fondée en 2009 par Jean Arthuis et actuellement présidée par Philippe Folliot, ancienne composante de l'UDI, associé à Renaissance depuis 2017.
- Cap21, fondé en 2000 par Corinne Lepage.
- Écologie au centre, successeur de l'Alliance écologiste indépendante (AEI), fondé en 2011 et présidé par Jean-Marc Governatori.
- Les Centristes (LC), anciennement Nouveau Centre (NC), créé en 2007 par Hervé Morin en réaction de la création du Mouvement démocrate par François Bayrou. Le parti quitte l'Union des démocrates et indépendants en 2017.
- Résistons, fondé en 2016 par Jean Lassalle, issu d'une scission du Mouvement démocrate.
- Mouvement écologiste indépendant (MEI), scission des Verts (LV), fondé en 1994 par Antoine Waechter.
- Les Universalistes (UNIV), créé en 1996 et actuellement présidé par Aloïs Lang-Rousseau.
- Nous Citoyens – France (NC), fondé en 2013 par Denis Payre et actuellement présidé par Thierry Alquier.
- Génération citoyens (GC), fondé en 2015 par Jean-Marie Cavada après son départ de Nous Citoyens à l'été 2015.
- Territoires en mouvement (TEM), fondé par le député Jean-Christophe Fromantin, a fait partie de l'Union des démocrates et indépendants jusqu'en 2015.
- Parti fédéraliste européen (PFE), fondé en 2011 par Yves Gernigon.
- Europe Démocratie Espéranto (EDE), créé en 2003.
- Volt France, parti pro-européen fondé en 2018.
- Utiles (acronyme de « Ultra-marins, Territoires, Indépendants, Liberté, Ecologie et Solidarité »), association fondée fin mars 2023[5] par Bertrand Pancher[6].

### Gauche
- Parti socialiste (PS), fondé en 1969. Son premier secrétaire est actuellement Olivier Faure.
- Pôle écologiste (PE), coalition lancée en 2020 et regroupant :
  - Europe Écologie Les Verts (EELV), principal parti écologiste français lancé en 2010 pour renouveler le parti Les Verts. Son secrétaire national est actuellement Marine Tondelier. En octobre 2022, les Nouveaux Démocrates, fondés deux ans plus tôt par d'ex-députés de La République en marche, fusionnent au sein d'EELV.
  - Génération.s (G·s), scission du PS, fondé par Benoît Hamon en 2017.
  - Génération écologie (GE), créé en 1990 et actuellement présidé par Delphine Batho.
- Place publique (PP), fondé en 2018 par Raphaël Glucksmann, Thomas Porcher, Claire Nouvian et Jo Spiegel.
- Nouvelle Donne (ND), scission du Parti socialiste, fondée en 2013 par Pierre Larrouturou.
- Mouvement des progressistes (MDP ou MdP), fondé à la suite d'une scission du PCF par Robert Hue en 2009, et actuellement dirigé par François Béchieau.
- La Convention, fondée en 2023 par Bernard Cazeneuve après avoir quitté le Parti socialiste en 2022 à la suite de l'accord de la NUPES.
  - Parti radical de gauche (PRG), fondé en 1972 et actuellement présidé par Guillaume Lacroix[7].
  - Mouvement des citoyens (MDC), scission du Mouvement républicain et citoyen, relancé en 2018 par des délégués opposés au rapprochement du MRC avec La France insoumise[8].
  - Collectif des sociaux-démocrates réformateurs (CSDR), créée en 2022 pour protester contre la fusion de Territoire de Progrès au sein de Renaissance[9],[10].
- Fédération de la gauche républicaine (en), coalition lancée en 2022 et regroupant :
  - Les Radicaux de gauche (LRDG), scission du PRG fondée en 2017 en opposition à la fusion avec le Parti radical.
  - L’Engagement, parti fondé par Arnaud Montebourg en 2021. Son Secrétaire Général actuel est Vincent Guibert.
  - Nouvelle Gauche socialiste (NGS), scission du Parti socialiste fondée en 2015 par Liêm Hoang-Ngoc, dénommé Les Socialistes insoumis entre 2017 et 2018.
  - Gauche républicaine et socialiste (GRS), anciennement Alternative pour un programme républicain, écologiste et socialiste (Après), scission du Parti socialiste, fondé en 2018 par Emmanuel Maurel et Marie-Noëlle Lienemann à la suite de leur rapprochement éphémère de La France insoumise.
  - Mouvement républicain et citoyen (MRC), créé en 2003 par Jean-Pierre Chevènement.
- La Force du 13 (LFD13), fondé en 2014, principalement actif dans les Bouches-du-Rhône, dirigé par Jean-Noël Guérini.
- Union des démocrates musulmans français (UDMF), parti fondé en 2012 par Nagib Azergui.
- Parti pirate (PP), créé en 2006 et fondé officiellement en 2009 sur le modèle de son homologue suédois.
- Parti du plaisir (PP), fondé en 2001 par la stripteaseuse Isabelle Laeng (alias Cindy Lee), il se réclame premier parti hédoniste de France.
- République souveraine (RS), scission de La France insoumise, créée en 2018 et présidé par Georges Kuzmanovic.
- Solidarité et progrès (SP), fondé en 1996 par Jacques Cheminade.
- Initiative démocratique de gauche (IDG), scission du PCF, fondé en 1991 et présidé par Roland Renard.
- Nouvelle Action royaliste (NAR), fondée par Bertrand Renouvin, Yvan Aumont et Gérard Leclerc en 1978 et actuellement dirigé par Bertrand Renouvin.

### Gauche radicale et extrême gauche
- La France insoumise (LFI), fondé par Jean-Luc Mélenchon en 2016.
- Parti de gauche (PG), fondé par Jean-Luc Mélenchon en 2009, scission du Parti socialiste.
- Ensemble (ENS ou E!), lancé en 2013.
- Gauche écosocialiste (GES), scission d'Ensemble fondée en 2022.
- Révolution écologique pour le vivant (REV), créé en 2018 par Aymeric Caron.
- L'Après, fondé en 2024, scission de La France insoumise.
- Parti communiste français (PCF), existe depuis 1920, actuellement dirigé par Fabien Roussel.
- Nouveau Parti anticapitaliste – L'Anticapitaliste (NPA), issu en 2022 d'une scission du NPA fondé en 2009 et représenté par Olivier Besancenot.
- Nouveau Parti anticapitaliste – Révolutionnaires (NPA), issu en 2022 d'une scission du NPA fondé en 2009.
- Lutte ouvrière (LO), existe depuis 1968.
- Parti ouvrier indépendant (POI), anciennement Parti des travailleurs (PT), créé en 2008.
- Parti des travailleurs (PT), anciennement Parti ouvrier indépendant démocratique (POID), scission du POI créée en 2015.
- Ligue trotskyste de France (LTF), section française de la Ligue communiste internationale (quatrième internationaliste).
- Révolution permanente (RP), issue d'une scission de 2021 du NPA.
- Parti communiste des ouvriers de France (PCOF), fondé en 1979.
- Organisation communiste marxiste léniniste — Voie prolétarienne (OCML-VP), fondé en 1976, anciennement Voix prolétarienne fondé en 1969.
- Parti pour la décroissance (PPLD), fondé en 2006 par Vincent Cheynet.
- Pour une écologie populaire et sociale (PEPS), fondé en 2019.
- Union communiste libertaire (UCL), fondée en 2019 fusionnant la Coordination des groupes anarchistes et Alternative libertaire.
- Fédération anarchiste (FA), existe depuis 1945 et dirigé par une structure autogestionnaire renouvelée tous les ans.
- Parti des Indigènes de la République (PIR), anciennement Mouvement des indigènes de la République (MIR), lancé en 2005 et fondé officiellement en 2010. Sa fondatrice et porte-parole Houria Bouteldja a quitté le parti en 2020.

### Monothématique
- Parti animaliste (PA), créé en 2016.
- Parti égalité et justice (PEJ), créé en 2015.

## Partis régionaux et locaux métropolitains
Cette section liste les formations politiques à rayonnement régional ou local. Parmi ces formations se trouvent des partis régionalistes, autonomistes et/ou indépendantistes.

### Alsace
- Alsace d'abord (ADA) : mouvement régionaliste d'extrême droite (mouvance identitaire régionale), fondé en 1989.
- Unser Land (« Notre pays ») : parti autonomiste et démocrate chrétien, fondé en 2009 par la fusion de l'Union du peuple alsacien (UPA) et de Fer's Elsass (« Pour l'Alsace »). Il participe aux élections régionales de 2015 sur des listes communes avec le Parti des Mosellans, le Parti lorrain et l'Alliance écologiste indépendante[11]. Il fait partie de la fédération Régions et peuples solidaires et du groupe politique Alliance libre européenne.

### Bretagne
- Pour la Bretagne ! (anciennement Mouvement Bretagne et progrès) : mouvement autonomiste de gauche, fondé en 2010.
- Union démocratique bretonne (UDB) : parti autonomiste de gauche et écologiste, fondé en 1964.
- War-Sav - Gauche indépendantiste bretonne : parti indépendantiste de gauche, créé en 1983.

### Catalogne Nord
- Convergence démocratique de Catalogne (CDC) : parti autonomiste centriste, fondé en 2006 et issu du Bloc català (« Bloc catalan ») créé en 2001.
- Esquerra Republicana de Catalunya (ERC, « Gauche républicaine de Catalogne ») : parti indépendantiste de gauche, fondé en 1931.
- Unitat Catalana (UC, « Unité catalane ») : mouvement autonomiste de centre droit, fondée en 1986.

### Corse

#### Partis de gauche
- Corse social-démocrate (CSD) : parti régional de gauche, fondé en 1996.
- I Verdi Corsi: parti écologiste régional, fondé en 1988. Fédération corse d'Europe Écologie Les Verts (EELV).

#### Partis autonomistes et indépendantistes
- Femu a Corsica (FaC): coalition autonomiste fondée en 2010 par l'union du Partitu di a nazione corsa, de Inseme per a Corsica et de Chjama Naziunale. Ces trois partis ont fusionné en 2015 (scission du PNC en 2018) et Femu a Corsica est devenu un parti politique à part entière créé par Gilles Simeoni et dirigé par Jean-Félix Acquaviva.
- Partitu di a nazione corsa (PNC): parti autonomiste créé en 2002, fusion de l'Union du peuple corse, A scelta nova et A mossa naziunale. Le parti a fusionné avec Femu a Corsica de 2015 à 2018 et est dirigé aujourd'hui par Jean-Christophe Angelini.
- Corsica libera (CL): parti indépendantiste, fondé en 2009 par Jean-Guy Talamoni
- Core in fronte (COR): parti indépendantiste créé en 2012 par Paul-Félix Benedetti. Faisant partie de Corsica libera de 2009 à 2012.

#### Partis de droite
- Comité central bonapartiste (CCB) : parti de droite présent seulement à Ajaccio, fondé en 1908.

### Franche-Comté
- Mouvement Franche-Comté (MFC) : mouvement autonomiste centriste, fondé en 2006.

### Normandie
- Mouvement normand (MN) : mouvement régionaliste, fondé en 1971.

### Occitanie
- Libertat ! : mouvement indépendantiste d'extrême gauche, fondé en 2009 par le regroupement d'Anaram au patac (AAP, « Nous irons au combat »), de Combat d'Òc et de Hartèra !.
- Occitanie País Nòstre : parti régionaliste né d'une association languedocienne fondée dans les années 1980.
- Parti de la nation occitane (PNO) : parti indépendantiste, fondé en 1959.
- Partit occitan (POc) : parti autonomiste et fédéraliste de centre gauche, fondé en 1987.

### Pays niçois
- Nissa Rebela (NR) : mouvement régionaliste d'extrême droite (mouvance identitaire), fondé en 2006.

### Pays basque Nord
- Parti nationaliste basque (EAJ-PNB) : parti autonomiste centriste, fondé en 1895.
- Euskal Herria Bai, coalition électorale abertzale (nationaliste) de gauche regroupant :
  - Eusko Alkartasuna (EA, « Solidarité basque ») : parti indépendantiste de gauche, fondé en 1986.
  - Abertzaleen Batasuna (AB, « Union des patriotes ») : branche française d'un parti indépendantiste d'extrême gauche, fondé en 1988.
  - Sortu (Créer) : branche française d'un parti principalement implanté au Pays basque espagnol

### Picardie
- Picardie debout ! : parti de gauche, fondé en 2017 par François Ruffin

### Savoie
- Confédération savoisienne (CSE) : mouvement indépendantiste d'extrême droite, fondé en 2001 d'une dissidence radicale de la Ligue savoisienne.
- Mouvement Région Savoie (MRS) / Sabaudia : mouvement régionaliste centriste, fondé en 1972.

### Fédération Régions et peuples solidaires
Fondée en 1995, la fédération Régions et peuples solidaires (R&PS) est l’une des tentatives les plus achevées de regroupement des forces « régionalistes » en France. Elle rassemble actuellement les douze formations politiques suivantes :
- Abertzaleen Batasuna (AB, Union des patriotes), Pays basque ;
- Congrès mondial amazigh (CMA), qui compte un élu au conseil régional de Rhône-Alpes depuis 2010 ;
- Convergence démocratique de Catalogne (CDC), qui compte plusieurs élus municipaux, dont trois maires ;
- Gauche républicaine de Catalogne (ERC) ;
- Eusko alkartasuna (EA), présent aux municipales de 2014 et aux départementales de 2015 aux côtés d'Abertzaleen Batasuna (Union des patriotes) et Sortu (Créer) au sein de la coalition abertzale (nationaliste) de gauche Euskal Herria Bai, qui a obtenu plusieurs dizaines d'élus municipaux, dont des maires, et un conseiller départemental ;
- Mouvement Région Savoie (MRS) / Sabaudia, qui compte un élu au conseil régional de Rhône-Alpes depuis 2010 ;
- Parti de la nation corse (PNC), qui compte 11 conseillers territoriaux et de nombreux élus municipaux ;
- Parti nationaliste basque (EAJ-PNB) ;
- Partit occitan (POc), qui compte six élus (cinq depuis 2010, une de plus depuis 2015) dans les conseils régionaux d'Aquitaine, d'Auvergne, de Midi-Pyrénées et de Provence-Alpes-Côte d'Azur, ainsi que des élus municipaux ;
- Union démocratique bretonne (UDB), qui compte un député, 4 conseillers régionaux et des élus municipaux ;
- Unser Land, qui compte onze élus municipaux ;
- Parti des Mosellans / Partei der Mosellothringer : parti régionaliste[12].

## Partis régionaux et locaux ultramarins

### Guadeloupe
- Combat ouvrier (CO) : groupe trotskyste membre de l'UCI comme Lutte ouvrière et fondé en 1971 en Guadeloupe.
- Guadeloupe unie, solidaire et responsable, ex-Guadeloupe unie, socialisme et réalités (GUSR) : parti social-démocrate local issu de la fédération guadeloupéenne du Parti socialiste français et à présent proche de Gauche moderne de Jean-Marie Bockel.
- Parti progressiste démocratique guadeloupéen (PPDG) : constitué en 1991 par des militants du Parti communiste guadeloupéen à la suite de la disparition de l'URSS.
- Parti communiste guadeloupéen (PCG) : fondé en 1944, comme section du PCF, indépendante depuis 1958.

### Guyane
- À gauche en Guyane (AGEG) : parti autonomiste de gauche fondé en 2009.
- Forces démocratiques de Guyane (FDG) : fondé en 2000.
- Guyane rassemblement (GR) : parti du centre fondé en 2015 par Rodolphe Alexandre, issu du PSG.
- Mouvement de décolonisation et d'émancipation sociale (MDES) : mouvement indépendantiste d'extrême gauche.
- Nouvelle force de Guyane (NFG) : parti de gauche fondé en 2016 par Marie-Laure Phinéra-Horth, issu du PSG.
- Parti socialiste guyanais (PSG) : parti de gauche fondé en 1956, issu de la fédération locale de la SFIO, dont elle est distincte.
- Péyi Guyane : parti de gauche fondé en 2018 par Gabriel Serville, issu du PSG.
- Walwari : parti de gauche, fondé en 1992 par Christiane Taubira.

### Martinique

#### Partis assimilationnistes
- Fédération socialiste de la Martinique (FSM) : Branche locale du PS. Secrétaire fédérale, Louis-Joseph Manscour. Compte 1 député, 3 conseillers généraux, 1 maire et 2 conseillers régionaux.
- Forces martiniquaises de progrès (FMP) : Parti libéral, fondé en 1998 et dirigé par André Lesueur et Miguel Laventure. Compte 2 conseillers généraux, 2 conseillers régionaux et 3 maires.
- Mouvement populaire franciscain (MPF) : Fondé en 1983 et dirigé par Maurice Antiste. Compte un conseiller général, un conseiller régional et un maire.

#### Partis autonomistes
- Bâtir le pays Martinique (BPM) : fondé en 1998, scission du Parti communiste martiniquais dirigé par Pierre Samot et Philippe Edmond-Mariette. Compte 3 conseillers généraux et un maire. Josette Manin, membre de Bâtir est présidente du Conseil général de la Martinique depuis 2011.
- Parti communiste martiniquais (PCM) : Fondé en 1957. Son secrétaire général est Georges Erichot, conseiller municipal. Il publie Justice.
- Parti progressiste martiniquais (PPM) : fondé par Aimé Césaire et Pierre ALIKER en 1958 et issu de la Fédération communiste martiniquaise. Compte 1 député, 11 conseillers généraux, 15 conseillers régionaux encartés et la présidence du conseil régional et général ainsi que de nombreux maires et conseillers municipaux.
- Rassemblement démocratique martiniquais (RDM) : fondé en 2006, dissidence du PPM. Secrétaire général : Claude Lise, président du conseil général. Compte 9 conseillers généraux et 9 maires et apparentés.

#### Partis indépendantistes
- Conseil national des comités populaires (CNCP) : fondé en 1983. Leaders : Marie-Hélène Léotin, Robert Saé et Edmond Mondésir. Compte 1 élu au conseil régional et 6 conseillers municipaux.
- Combat ouvrier (CO) : groupe trotskyste membre de l'UCI comme Lutte ouvrière et fondé en 1965 en Martinique. Son leader est Ghislaine Joachim-Arnaud, par ailleurs secrétaire général de la CGTM. Aucun élu.
- Mouvement indépendantiste martiniquais (MIM) : fondé en 1978 par Alfred Marie-Jeanne. Compte un député, 8 conseillers régionaux, 2 conseillers généraux, une quarantaine de conseillers municipaux et un maire.
- Mouvement des démocrates et écologistes pour une Martinique souveraine (MODEMAS) : fondé en 1992 par Garcin Malsa. Compte 2 conseillers généraux et 2 maires.
- Parti pour la libération de la Martinique (PALIMA) : fondé en 1999 par Francis Carole. Ce mouvement compte 1 conseiller régional.

### Mayotte
- Mouvement départementaliste mahorais (MDM) : mouvement départementaliste du centre.
- Mouvement populaire mahorais (MPM) : parti fondé en 1963 par Marcel Henry.
- Nouvel élan pour Mayotte (Néma) : parti politique mahorais, créé en 2007 par Saïd Omar Oili, président du conseil général de Mayotte de 2004 à 2008.
- Rassemblement démocratique de Mayotte, parti indépendantiste.

### Nouvelle-Calédonie

#### Partis loyalistes ou anti-indépendantistes
- Rassemblement pour la Calédonie dans la République (RPCR), aujourd’hui Le Rassemblement : parti de la droite locale et mouvement historique du combat contre l'indépendance, fondé en 1977 par Jacques Lafleur sous le nom de la Rassemblement pour la Calédonie, devient RPCR en 1978 (fusion avec le RPR – Nouvelle-Calédonie), et prend le nom de Rassemblement – UMP après son affiliation à l’UMP. Il est la principale composante de la coordination des Républicains en Nouvelle-Calédonie.
- Calédonie ensemble : fondé en 2008 par des dissidents de l'Avenir ensemble sous la conduite de Philippe Gomès ; compte essentiellement des membres proches à l'origine de l'UMP puis de l'UDI et finalement de Renaissance.
- Mouvement populaire calédonien (MPC) : parti créé en 2013 par des dissidents du Rassemblement emmenés par Gaël Yanno. Il a été à la tête d'une coalition appelée l'Union pour la Calédonie dans la France (UCF), puis a rejoint L'Avenir en confiance et Les Loyalistes.
- Les Républicains calédoniens : fondé en 2017 par la réunion de plusieurs petits partis ou élus divers droite, pour la plupart issus de dissidences plus ou moins anciennes du Rassemblement et opposés à Calédonie ensemble (L'Avenir ensemble, Rassemblement pour la Calédonie, Mouvement républicain calédonien, Mouvement de la diversité). Si ses membres fondateurs ont tous fait partie initialement de la coordination des Républicains en Nouvelle-Calédonie et si le parti a été une des deux principales formations de la coalition L'Avenir en confiance jusqu'en 2022, elle s'est depuis rapprochée de Renaissance. Sa présidente est Sonia Backès. Le parti est à la tête d'une nouvelle coalition baptisée Les Loyalistes.
- Générations NC (GNC) : parti créé en 2019 par des dissidents de Calédonie ensemble ; il est présidé par Nicolas Metzdorf. Il est engagé dans la coalition Les Loyalistes depuis 2022.

#### Partis indépendantistes
- Fédération des comités de coordination indépendantistes (FCCI) : dissidence du FLNKS, allié traditionnel du RPCR entre 1998 et 2004.
- Front de libération nationale kanak et socialiste (FLNKS) : fondé par Jean-Marie Tjibaou en 1984, successeur du Front indépendantiste, fondé en 1979 ; regroupe :
  - Union calédonienne (UC) : fondée en 1952 par Maurice Lenormand et Rock Pidjot, dominant sur la scène locale jusque dans les années 1970 ; d'abord autonomiste, il a officiellement pris position pour l'indépendance sous la conduite de Jean-Marie Tjibaou. À longtemps constitué la principale composante du FLNKS, domination aujourd'hui concurrencée par le Parti de libération kanak avec lequel il est régulièrement en conflit.
  - Union nationale pour l'indépendance (UNI) : fondée en 1999, qui regroupe :
    - Parti de libération kanak (Palika) : fondé en 1975 à partir de deux groupes de lutte indépendantistes d'influence marxiste ou révolutionnaire (les Foulards rouges et le Groupe 1878), dirigé par Paul Néaoutyine.
    - Union progressiste en Mélanésie (UPM) : fondée en 1974, par des dissidents mélanésiens de l'UC.
    - Rassemblement démocratique océanien (RDO) : fondé en 1994 par des membres des communautés wallisiennes et futuniennes favorables à l'indépendance, dissidents de l'Union océanienne.
- Libération kanak socialiste (LKS) : dissidence du Palika créée en 1981 par le membre fondateur des Foulards rouges Nidoïsh Naisseline.
- Parti travailliste : parti d'extrême gauche lié au syndicat USTKE et proche de José Bové, fondé en 2007.
- Unir et construire dans le renouveau (UC Renouveau) : dissidence de l'UC créée en 2004 ; uniquement présente aux îles Loyauté.

### Polynésie française
- A Ti'a Porinetia (Le Rassemblement des Polynésiens) : parti et groupe parlementaire autonomiste fondé en 2013, présidé par Gaston Tong Sang. Il regroupe :
  - Fetia Api (Nouvelle Étoile) : Parti centriste, fondé en 1996 par Boris Léontieff, proche du Nouveau Centre et présidé aujourd'hui par Philip Schyle.
  - O Porinetia To Tatou Ai'a (O Polynésie, Notre patrie) : parti de la droite autonomiste fondé en 2007 par des dissidents du Tahoeraa emmenés par Gaston Tong Sang[13].
  - Ai'a Api (Nouvelle Patrie) : Fondé en 1982 par Émile Vernaudon, dissidence du E'a Api, proche du PRG.
  - Taatira no te hau (Rassemblement pour la Paix) : Ancien Taatira Porinetia (Entente polynésienne) renommé en 2000, parti représentant la communauté asiatique dit « parti chinois », présidé par Robert Tanseau.
  - Te Mana Toa (L'Esprit du guerrier) : parti autonomiste fondé en 2007 par Sandra Lévy Agami, dissidente de Porinetia Ora et ancienne du Tahoeraa. Il a fait partie de l'alliance To Tatou Ai'a jusqu'en 2008.
  - Te niu hau manahune (Le principe de démocratie) : Parti de droite autonomiste et « îlien », fondé en 2007 par Teina Maraeura.
- Ia Ora te Fenua (Que Vive le Pays) : groupe centriste et autonomiste fondé en 2009 à l'Assemblée de la Polynésie française. On ne retrouve plus de groupe parlementaire sous ce nom après l'élection territoriale polynésienne de 2013. Il regroupait des élus de :
  - Rautahi/Rassemblement pour la Polynésie française : Fondé en 2005, dissidence du Rassemblement populaire menée par Jean-Christophe Bouissou, dissout en 2014.
- No oe e te nunaa (Pour toi, pour nous) : Fondé en 2003, parti centriste proche du MoDem (a appelé à voter François Bayrou en 2007), se place entre l'UPLD et la plateforme autonomiste soutenue par l'UMP.
- Parti socialiste polynésien : Proche de l'UPLD, sans toutefois en faire partie.
  - Tiatau mouvement citoyen : fondé en 2007 pour soutenir la candidature aux législatives de la députée sortante ancienne Tahoeraa et ancienne UMP Béatrice Vernaudon-Coppenrath.
- Tahoeraa huiraatira (Rassemblement Populaire) : parti historique de la droite anti-indépendantiste, fondé en 1977 par Gaston Flosse, succède à l'Union tahitienne Tetahoera'a Maohi, fondée en 1962 et affiliée à l'UDR. Il a été associé au RPR puis à l'UMP jusqu'en 2008. Il est soutenu par :
  - Porinetia Ora (Que vive la Polynésie) : parti autonomiste, fondé en 2004 par des dissidents du Tahoeraa menés par Reynald Temarii. Il est présidé depuis 2006 par Teiva Manutahi. Le parti a appelé à voter pour Tahoeraa au second tour en 2013.
- Tapura Huiraatira : dissidence du Tahoeraa fondée en 2016, menée par le président de l'archipel Édouard Fritch.
- To'u Ai'a (Notre patrie) : Fondé en 2007 par un dissident du Tavini Huiraatira ; davantage partisan d'une indépendance économique que d'une indépendance politique.
- To Tatou Ai'a (Notre patrie) : alliance du centre droit autonomiste et anti-indépendantiste créée autour de Gaston Tong Sang pour les élections territoriales polynésiennes de 2008 qu'elle a remporté sans obtenir la majorité absolue, se dispute depuis le pouvoir avec l'UPLD et le Tahoeraa au gré des changements d'alliances et motions de censure. On ne retrouve plus d'alliance politique sous ce nom après l'élection territoriale polynésienne de 2013.
- Union pour la démocratie (UPLD) : Alliance de gauche indépendantiste fondée en 2004 pour les élections territoriales qu'elle a remporté sans obtenir de majorité absolue, se dispute depuis le pouvoir avec le Tahoeraa et, depuis 2008, avec A Ti'a Porinetia, au gré des changements d'alliances et des motions de censure. C'est le parti d'Oscar Temaru. Elle regroupe : 
  - Tavini Huiraatira (Servir le Peuple) : Parti indépendantiste d'Oscar Temaru. Fondé en 1977 sous le nom de Front de libération de la Polynésie, il est rebaptisé en 1984 Tavini huiraatira no te ao Ma’ohi (Serviteur du peuple polynésien).
  - Here ai’a (Amour de la patrie) : Fondé en 1965, issu du Rassemblement des populations tahitiennes (indépendantiste et proche du PCF, fondé en 1947).
  - Ia Mana te Nunaa (Que le peuple soit au pouvoir) : fondé en 1975 par Jacqui Drollet, marxiste socialiste, indépendantiste - autogestionnaire, il rejoint l'Union pour la démocratie en 2004.
  - Heiura - Les Verts : parti écologiste, membre de l'Union pour la démocratie.
  - Ai'a Api (Nouvelle patrie) : Parti radical de gauche, autonomiste, dissident du E'a Api.
  - A Rohi (Agir) : Fondé en 2008 par Hiro Tefaarere, indépendantiste modéré ancien du Tavini Huiraatira puis de l'alliance To Tatou Ai'a.
  - Te Aho Api (Le Nouveau souffle) : parti autonomiste fondé en 2009 par Clarenntz Vernaudon, dissident de l'alliance To Tatou Ai'a et de l’Ai'a Api.
  - Te Henua Enata a Tu (La Terre des hommes) : parti autonomiste marquisien de Benoît Kautai, allié en 2008 de l'alliance To Tatou Ai'a sans en faire partie, a fait partie jusqu'en 2008 du groupe Te niu hau manahune des îliens puis des non-inscrits. Depuis 2013, membre de l'Union pour la démocratie.

### La Réunion
- Free Dom : mouvement politique de gauche fondé par Camille Sudre à la suite des succès d'audience d'un groupe audiovisuel populaire portant le même nom qu'il a créé au début des années 1980.
- Parti communiste réunionnais (PCR) : parti communiste local, fondé par Paul Vergès en 1959, issu de la fédération réunionnaise du Parti communiste français.
- Pour La Réunion (PLR) : fondé en 2012 par la députée Huguette Bello, proche de La France insoumise.
- Le Progrès (LP) : fondé en 2013 par d'anciens socialistes locaux.
- Rézistan's Égalité 974 (RÉ974) : fondé en 2016, proche de La France insoumise.

### Saint-Martin
- Mouvement pour la justice et la prospérité (MAP) : parti fondé en 1991 par Alain Richardson ;
- Union pour la démocratie (UD) : parti fondé en 2011 par Daniel Gibbs.

### Saint-Pierre-et-Miquelon
- Archipel demain : parti de droite fondé en 1995, proche de l'Union pour un mouvement populaire ;
- Cap sur l'avenir (CSA) : parti de centre gauche fondé en 2000, proche du Parti radical de gauche et des Verts;
- Ensemble pour construire (EPC) : parti créé en 2006, proche historiquement du Parti socialiste.